# Hans Furler

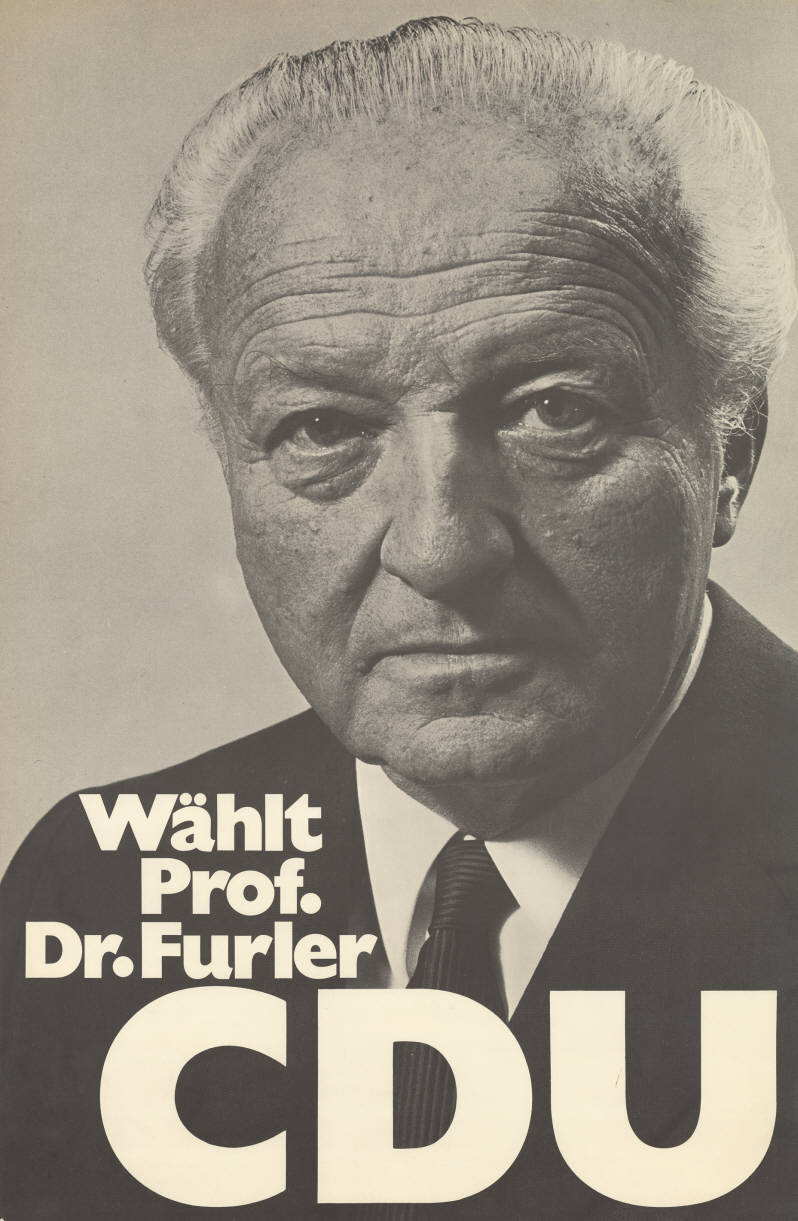
Hans Furler auf einem undatierten CDU-Wahlplakat.

Hans Furler (* 5. Juni 1904 in Lahr; † 29. Juni 1975 in Achern) war ein deutscher Jurist und Politiker der CDU.

## Leben und Beruf
Nach dem Abitur am Humanistischen Gymnasium in Lahr studierte Hans Furler, der römisch-katholischen Glaubens war, Rechtswissenschaften an der Albert-Ludwigs-Universität Freiburg, der Humboldt-Universität zu Berlin und der Ruprecht-Karls-Universität Heidelberg. Während seines Studiums wurde er 1922 Mitglied der Burschenschaft Teutonia Freiburg. 1925 bestand er das erste juristische Staatsexamen, im Dezember 1928 das Assessorexamen. Bereits ein halbes Jahr zuvor wurde er bei Gerhard Anschütz in Heidelberg mit der Dissertationsschrift Das polizeiliche Notrecht und die Entschädigungspflicht des Staates zum Dr. iur. promoviert. Zunächst war er als Rechtsanwalt in Pforzheim tätig, nahm aber bereits 1930 nebenher eine Dozententätigkeit für Patentrecht auf. 1932 habilitierte er sich an der TH Karlsruhe mit der Arbeit Besitz, Verkehrsgeltung, Verwirkung im Wettbewerbsrecht, die ihn 1940 zum außerplanmäßigen Professor für gewerblichen Rechtsschutz und Urheberrecht ernannte. Von 1941 bis 1944 war er für die deutsche Zivilverwaltung im besetzten Elsass dienstverpflichtet.
Hans Furler trat April 1933 in die SA und zum 1. Mai 1937 in die NSDAP ein (Mitgliedsnummer 4.585.708). Von 1945 bis zum Abschluss seines Entnazifizierungsverfahrens 1948 arbeitete er als Justitiar in der Papierfabrik seiner Schwiegereltern, der August Koehler AG in Oberkirch (Baden). 1948 eröffnete er eine neue Anwaltskanzlei in Freiburg. Ab 1950 lehrte er an der Albert-Ludwigs-Universität Freiburg. Von 1958 bis 1966 war er ehrenamtlicher Präsident des Deutschen Rates der Europäischen Bewegung.

## Partei
Furler trat 1952 der CDU bei. Noch im selben Jahr wurde er Vorsitzender des wirtschaftspolitischen Beirates des Landesverbandes Baden.

## Abgeordneter
Furler gehörte dem Deutschen Bundestag von 1953 bis 1972 an. 1953 zog er über die Landesliste der CDU Baden-Württemberg ins Parlament ein und ab 1957 vertrat er den Wahlkreis Offenburg. Von 1953 bis 1957 war er stellvertretender Vorsitzender des Bundestagsausschusses für Gewerblichen Rechtsschutz und Urheberrecht. Vom 10. Mai 1957 bis zum Ende der zweiten Legislaturperiode war er Vorsitzender des Sonderausschusses „Gemeinsamer Markt/Euratom“. Vom 29. Januar 1959 bis zum 25. Mai 1960 war er Vorsitzender des Bundestagsausschusses für Auswärtige Angelegenheiten.
Er war außerdem vom 1. Juli 1955 bis zum 19. März 1958 Mitglied der Gemeinsamen Versammlung der Europäischen Gemeinschaft für Kohle und Stahl (EGKS), von 1956 an als deren Präsident. Von 1958 bis 1973 war er Mitglied des Europäischen Parlaments, von 1960 bis 1962 als sein Präsident, bis 1973 als Vizepräsident.

## Auszeichnungen
Furler wurde 1958 mit dem Großkreuz des Bundesverdienstkreuzes ausgezeichnet. Am 3. Juli 1962 verlieh ihm sein Wohnort Oberkirch die Ehrenbürgerwürde.
Am 22. Mai 1976 wurde der Neubau des Gymnasiums in seiner Heimatstadt Oberkirch eingeweiht, das seitdem seinen Namen trägt: Hans-Furler-Gymnasium.

## Veröffentlichungen
- Das polizeiliche Notrecht und die Entschädigungspflicht des Staates. In: Verwaltungsarchiv. Bd. 33, 1928, ISSN 0042-4501, S. 340–427 (Heidelberg, Universität, jur. Dissertation vom 19. Oktober 1928).
- Parlamente über den Nationen. Entwicklung, Zustand und Aussichten in Europa. In: Die Politische Meinung. Bd. 2, Nr. 11, 1957, ISSN 0032-3446, S. 17–28.
- Reden und Aufsätze 1953–1957. Selbstverlag, Oberkirch 1958.
- Im neuen Europa. Erlebnisse und Erfahrungen im Europäischen Parlament. Societäts-Verlag, Frankfurt am Main 1963.